# Rick Bowness
Richard Gary "Rick" Bowness, född 25 januari 1955, är en kanadensisk före detta professionell ishockeyforward och ishockeytränare som senast var tränare för Winnipeg Jets i National Hockey League (NHL).

## Spelare
Rick Bowness spelade sju säsonger i NHL, där han spelade för Atlanta Flames, Detroit Red Wings, St. Louis Blues och Winnipeg Jets. Han producerade 55 poäng (18 mål och 37 assists) samt drog på sig 191 utvisningsminuter på 173 grundspelsmatcher.
Bowness spelade också för Nova Scotia Voyageurs och Jets de Sherbrooke i American Hockey League (AHL); Tulsa Oilers och Salt Lake Golden Eagles i Central Hockey League (CHL) samt Remparts de Québec och Bleu-Blanc-Rouge de Montréal i Ligue de hockey junior majeur du Québec (LHJMQ).
Bowness draftades av Atlanta Flames i andra rundan i 1975 års amatördraft som 26:e spelaren totalt.

### Statistik
| 1972–1973    | Remparts de Québec           | LHJMQ        | 30  | 2   | 7   | 9   | 2   | 14 | 1  | 4  | 5  | 6   |
| 1973–1974    | Saint Mary's Huskies         | CIAU         | 1   | 0   | 0   | 0   | 0   | —  | —  | —  | —  | —   |
|              | Remparts de Québec           | LHJMQ        | 34  | 16  | 29  | 45  | 64  | —  | —  | —  | —  | —   |
|              | Bleu-Blanc-Rouge de Montréal | LHJMQ        | 33  | 9   | 17  | 26  | 31  | 9  | 4  | 4  | 8  | 4   |
| 1974–1975    | Bleu-Blanc-Rouge de Montréal | LHJMQ        | 71  | 24  | 71  | 95  | 132 | 8  | 5  | 3  | 8  | 29  |
| 1975–1976    | Atlanta Flames               | NHL          | 5   | 0   | 0   | 0   | 0   | —  | —  | —  | —  | —   |
|              | Nova Scotia Voyageurs        | AHL          | 2   | 0   | 1   | 1   | 0   | —  | —  | —  | —  | —   |
|              | Tulsa Oilers                 | CHL          | 64  | 25  | 38  | 63  | 160 | 9  | 4  | 3  | 7  | 12  |
| 1976–1977    | Atlanta Flames               | NHL          | 28  | 0   | 4   | 4   | 29  | —  | —  | —  | —  | —   |
|              | Tulsa Oilers                 | CHL          | 39  | 15  | 15  | 30  | 72  | 8  | 0  | 1  | 1  | 20  |
| 1977–1978    | Detroit Red Wings            | NHL          | 61  | 8   | 11  | 19  | 76  | 4  | 0  | 0  | 0  | 2   |
| 1978–1979    | St. Louis Blues              | NHL          | 24  | 1   | 3   | 4   | 30  | —  | —  | —  | —  | —   |
|              | Salt Lake Golden Eagles      | CHL          | 48  | 25  | 28  | 53  | 92  | 10 | 5  | 4  | 9  | 27  |
| 1979–1980    | St. Louis Blues              | NHL          | 10  | 1   | 2   | 3   | 11  | —  | —  | —  | —  | —   |
|              | Salt Lake Golden Eagles      | CHL          | 71  | 25  | 46  | 71  | 135 | 13 | 5  | 9  | 14 | 39  |
| 1980–1981    | Winnipeg Jets                | NHL          | 45  | 8   | 17  | 25  | 45  | —  | —  | —  | —  | —   |
|              | Tulsa Oilers                 | CHL          | 35  | 12  | 20  | 32  | 82  | —  | —  | —  | —  | —   |
| 1981–1982    | Winnipeg Jets                | NHL          | —   | —   | —   | —   | —   | 1  | 0  | 0  | 0  | 0   |
|              | Tulsa Oilers                 | CHL          | 79  | 34  | 53  | 87  | 201 | 3  | 0  | 2  | 2  | 2   |
| 1982–1983    | Jets de Sherbrooke           | AHL          | 65  | 17  | 31  | 48  | 117 | —  | —  | —  | —  | —   |
| 1983–1984    | Jets de Sherbrooke           | AHL          | 21  | 9   | 11  | 20  | 44  | —  | —  | —  | —  | —   |
| NHL totalt   | NHL totalt                   | NHL totalt   | 173 | 18  | 37  | 55  | 191 | 5  | 0  | 0  | 0  | 2   |
| AHL totalt   | AHL totalt                   | AHL totalt   | 88  | 26  | 43  | 69  | 161 | —  | —  | —  | —  | —   |
| CHL totalt   | CHL totalt                   | CHL totalt   | 336 | 136 | 200 | 336 | 742 | 43 | 14 | 19 | 33 | 100 |
| LHJMQ totalt | LHJMQ totalt                 | LHJMQ totalt | 168 | 51  | 124 | 175 | 229 | 31 | 10 | 11 | 21 | 39  |

## Tränare
Bowness var spelande tränare för Sherbrooke Jets under sitt näst sista år som aktiv ishockeyspelare. Han utsågs till assisterande tränare för Winnipeg Jets 1984, en position han hade till 1987 när han blev tränare för Moncton Hawks i AHL. Säsongen därpå återvände Bowness till AHL och blev tränare för Maine Mariners. År 1991 återvände Bowness till NHL efter att hade blivit utnämnd till ny tränare för Boston Bruins, det varade dock bara ett år innan han fick lämna. Han blev dock kvar i NHL och utsågs som tränare för det nya expansionslaget Ottawa Senators, Bowness var kvar på posten fram tills 1995. Han fick samma år en anställning hos New York Islanders som assisterande tränare, i januari 1997 utsågs han till tränare för Islanders när lagets general manager Mike Milbury hoppade av som tränare men Milbury återtog tränarrollen från Bowness i mars 1998. År 1999 meddelade Phoenix Coyotes att man hade utnämnt Bowness som ny assisterande tränare. I februari 2004 fick Coyotes tränare Bob Francis sparken och Bowness utsågs till temporär tränare för laget, han återgick till att vara assisterande tränare säsongen därpå. Han lämnade Coyotes efter spelad säsong och utsågs sen till assisterande tränare för Vancouver Canucks. Bowness var där fram till maj 2013 när han fick sparken av Canucks och blev i juni assisterande tränare till tränaren Jon Cooper i Tampa Bay Lightning. I maj 2018 lämnade han Lightning och blev i juni assisterande tränare i Dallas Stars. I december 2019 fick Stars tränare Jim Montgomery gå och ersattes temporärt av Bowness. Han ledde Stars till Stanley Cup-final men hans gamla arbetsgivare Tampa Bay Lightning blev för svåra. I oktober 2020 blev Bowness dock permanent tränare för Stars när han skrev på ett tvåårskontrakt med dem. Bowness fick gå som tränare efter att säsongen 2021–2022 var färdigspelad. Den 3 juli meddelade Winnipeg Jets att man hade utsett Bowness som ny tränare.

### Statistik
Källa: 
| Lag                | Säsong    | Grundserie | Grundserie | Grundserie | Grundserie | Grundserie         | Grundserie | Grundserie      | Slutspel                   |
| Lag                | Säsong    | Matcher    | Vinster    | Oavgjorda  | Förluster  | Övertids förluster | Poäng      | Placering       | Resultat                   |
| ------------------ | --------- | ---------- | ---------- | ---------- | ---------- | ------------------ | ---------- | --------------- | -------------------------- |
| Winnipeg Jets      | 1988–1989 | 28         | 8          | 3          | 17         |                    | 19         | 5:a i Smythe    | Missade slutspel.          |
| Boston Bruins      | 1991–1992 | 80         | 36         | 12         | 32         |                    | 84         | 2:a i Adams     | Förlorade i tredje rundan. |
| Ottawa Senators    | 1992–1993 | 84         | 10         | 4          | 70         |                    | 24         | 6:a i Adams     | Missade slutspel.          |
| Ottawa Senators    | 1993–1994 | 84         | 14         | 9          | 61         |                    | 37         | 7:a i Northeast | Missade slutspel.          |
| Ottawa Senators    | 1994–1995 | 48         | 9          | 5          | 34         |                    | 23         | 7:a i Northeast | Missade slutspel.          |
| Ottawa Senators    | 1995–1996 | 19         | 6          | 0          | 13         |                    | 12         | Sparkad.        | Sparkad.                   |
| New York Islanders | 1996–1997 | 37         | 16         | 3          | 18         |                    | 35         | 7:a i Atlantic  | Missade slutspel.          |
| New York Islanders | 1997–1998 | 63         | 22         | 9          | 32         |                    | 53         | Sparkad.        | Sparkad.                   |
| Phoenix Coyotes    | 2003–2004 | 20         | 2          | 3          | 12         | 3                  | 10         | 5:a i Pacific   | Missade slutspel.          |
| Dallas Stars       | 2019–2020 | 38         | 20         |            | 13         | 5                  | 45         | 3:a i Central   | Förlorade i finalen.       |
| Dallas Stars       | 2020–2021 | 56         | 23         |            | 19         | 14                 | 60         | 5:a i Central   | Missade slutspel.          |
| Dallas Stars       | 2021–2022 | 82         | 46         |            | 30         | 6                  | 98         | 4:a i Central   | Förlorade i första rundan. |
| Winnipeg Jets      | 2022–2023 | 82         | 46         |            | 33         | 3                  | 95         | 4:e i Central   | Förlorade i första rundan. |
| Winnipeg Jets      | 2023–2024 | 82         | 52         |            | 24         | 6                  | 110        | 2:a i Central   | Förlorade i första rundan. |
| Totalt             | Totalt    | 803        | 310        | 48         | 408        | 37                 | 705        |                 |                            |